# Chwila (gazeta)

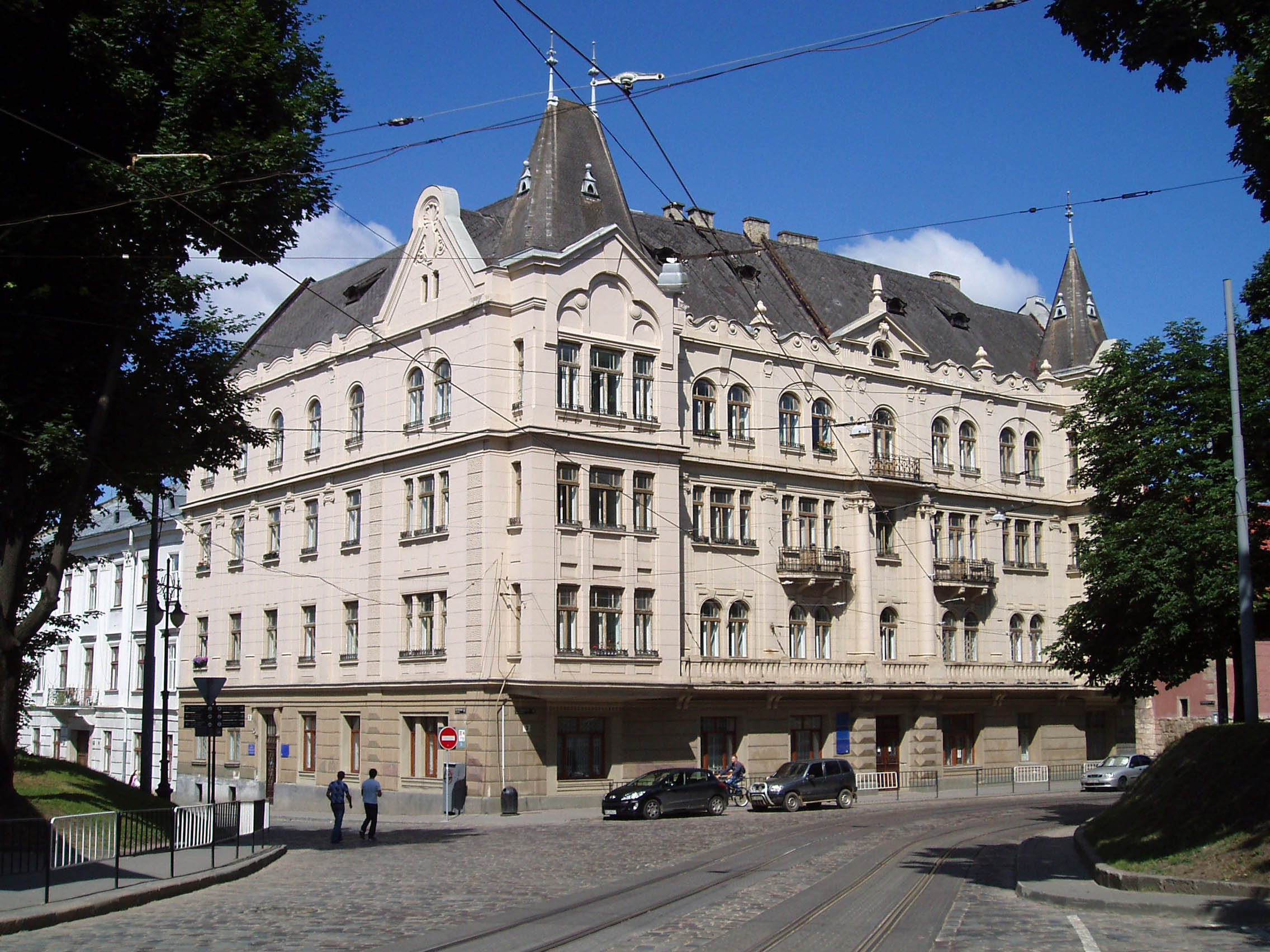
Budynek przy ulicy Podwalnej 3 we Lwowie, siedziba dziennika

Chwila – polskojęzyczna gazeta o charakterze narodowo-syjonistycznym wydawana przez środowiska żydowskie we Lwowie. 

## Historia
Założona 10 marca 1919 roku przez Henryka Heschelesa wychodziła regularnie aż do 1939 r. Od września 1934 roku „Chwila” ukazywała się dwa razy dziennie, w wydaniu porannym i wieczornym. Na czasopismo składały się działy: informacyjny, publicystyczny, gospodarczy i kulturalny oraz kilka cotygodniowych lub codwutygodniowych dodatków.
Redaktorami naczelnymi byli Zipper, od 1920 Rosmarin, Leon Weinstock, Rosmarin, od 1931 Henryk Hescheles.
Redakcja dziennika mieściła się w budynku przy ulicy Podwalnej 3 (obecnie Pidwalna).
W dodatku kulturalnym „Chwili” ukazywały się utwory m.in. Icchoka Lejba Pereca, Hermana Hessego, Herberta George’a Wellsa czy Guy de Maupassanta.
Około 1929 roku w Stanisławowie powstała grupa literacka Wzlot, wywodząca się ze środowiska związanego z „Chwilą”.
Po wybuchu II wojny światowej i nastaniu okupacji niemieckiej twórcy pisma zostali zamordowani w ramach eksterminacji prowadzonej przez Niemców.
Twórcami związanymii z „Chwilą” byli: Dawid Schreiber, Roman Brandstaetter, Maurycy Szymel, Julian Stryjkowski (tłumacz i recenzent), Karol Dresdner, Stefan Pomer, Daniel Ihr, Anda Eker.